# Nathan Jones
Nathan Darren Jones (21 de janeiro de 1970) é um ex-lutador de wrestling profissional e ator australiano. Ele é mais conhecido pela aparição na WWE entre 2002 e 2003. Jones foi especulado pela Total Nonstop Action Wrestling, em 2008, mas não assinou contrato.

## Carreira no wrestling
- Treinamento em Circuitos Independentes (1997-1998)
- World Wrestling All-Stars (2001-2002)
- WWE (2002-2003)
- Circuitos na Austrália (2004-presente)
- World Series Wrestling (2005)

## No wrestling
- Finishers moves e ataques secundários
  - Backbreaker rack
  - Chokeslam
  - Spinning gutwrench slam
  - Big boot
  - Giant swing
  - Military press slam
  - Scoop lift juntamente com um invertido DDT
  - Sidewalk slam
  - Spinning wheel kick
- Managers
  - Rove McManus
  - Paul Heyman
  - Ashley Henning
- Alcunhas
  - "The Colossus of Boggo Road"

## Títulos e prêmios
- Pro Wrestling ZERO1-MAX
  - NWA Intercontinental Tag Team Championship (1 vez) - com Big Jon Heidenreich
- World Wrestling All-Stars
  - WWA World Heavyweight Championship (1 vez)

## Recorde na MMA
| Resultado | Oponente   | Método              | Evento  | Data                  | Round | Tempo | Local         | Notas |
| --------- | ---------- | ------------------- | ------- | --------------------- | ----- | ----- | ------------- | ----- |
| Derrota   | Koji Kitao | Submissão (Armlock) | PRIDE 1 | 11 de Outubro de 1997 | 1     | 2:14  | Tóquio, Japão | [ 2 ] |

## Filmografia
- Furiosa: Uma saga Mad Max (2024) - Rictus Erectus
- Mortal Kombat (2021) - Reiko
- Never Back Down 3 (2016) - Cesar Braga
- Mad Max: Fury Road (2015) - Rictus Erectus
- Somtum (2008) - Barney Emerald
- Asterix nos Jogos Olímpicos (2008) - Humungus
- The Condemned (2007) - The Russian
- G'Day LA (em pré-produção)
- Fearless (2006) – Hercules O'Brien
- Tom-Yum-Goong (2005) - TK
- Troy (2004) – Boagrius
- Doom Runners (TV) (1997) – Vike
- Police Story 4: First Strike aka Jackie Chan's First Strike (1996) – Hitman